# Nikolaï Vavilov
Pour les articles homonymes, voir Vavilov.
Nikolaï Ivanovitch Vavilov (en russe : Николай Иванович Вавилов), né le 13 novembre 1887 (25 novembre dans le calendrier grégorien) à Moscou (Empire russe) et mort le 26 janvier 1943 à Saratov (URSS), est un éminent botaniste et généticien russe et soviétique, fondateur et directeur de l'Institut pansoviétique de culture  des plantes qui porte désormais son nom. Vavilov est l'un des fondateurs des études sur l'importance de la biodiversité alimentaire, thème qu'il a étudié durant 20 ans, en explorant le sujet dans plus de 60 pays. Il est aussi membre du Soviet suprême et l'un des adversaires politiques de Lyssenko, et comme tel, arrêté en 1940, alors même que les grandes purges touchent à leur fin. Il meurt en prison trois ans plus tard.

## Biographie
Né dans une famille de commerçants fortunés de Moscou, il fait ses études à l'Institut agronomique de Moscou, où il participe à une expédition botanique en 1908 dans le Caucase, en tant qu'étudiant. Il est diplômé en 1911. Il travaille ensuite dans le service de botanique appliquée et dans le service de mycologie et de phytopathologie durant les années 1911-1912. Il épouse en 1912 l'agronome Ekaterina Sakharova (1886-1964) dont il a un fils, Oleg (1918-1946), mort en pratiquant l'alpinisme. Il voyage en Europe en 1913-1914, notamment en France, où il travaille chez Vilmorin, afin de se familiariser avec les dernières techniques de sélection, et au laboratoire d'Ernst Haeckel à Iéna. Il fait également un séjour en Angleterre, où il étudie le système immunitaire des végétaux auprès de William Bateson. Il est nommé directeur de l'Institut de botanique appliquée et des nouvelles cultures de Saint-Pétersbourg (alors Pétrograd/Léningrad), en 1921 à l'âge de trente-trois ans.
Il organise pour ses collaborateurs et lui-même une série d'expéditions botaniques et agronomiques à travers le monde, pour affiner et argumenter sa théorie sur l'origine des plantes cultivées, qui détermine sept « berceaux » de végétaux dans le monde. Dans ce cadre, il crée, en 1926, la plus grande collection de semences, l'Institut pansoviétique de culture  des plantes. Cette collection fut préservée malgré le siège de Léningrad, au cours duquel la famine aurait pu conduire à consommer un certain nombre de graines comestibles. En 1926, il publie une étude intitulée  Études sur l'origine des plantes cultivées, dans laquelle il décrivait dix centres de diversité.
C'est ainsi que Nikolaï Vavilov explore soixante-quatre pays en une vingtaine d'années. En 1921, il est aux États-Unis et au Canada ; en 1924 en Afghanistan ; entre 1926 et 1929, il parcourt le pourtour méditerranéen, s'enthousiasmant pour l'Espagne ; puis il visite l'Éthiopie, le Yémen et surtout la Chine et le Japon, la Corée et Formose. De 1930 à 1933, il voyage en Amérique, du Manitoba à l'Uruguay. Vavilov explore également systématiquement le territoire de l'Union soviétique. Il a une liaison avec son étudiante et collaboratrice Elena Baroulina (1895-1957) (futur docteur en sciences agronomiques) qui l'accompagne pendant ses expéditions du sud-est de la Russie. Vavilov finit par divorcer en 1926 pour l'épouser. De cette union est issu un fils, Youri (né en 1928) futur physicien nucléaire. La botaniste Emilia Anikina est sa collaboratrice pendant plus de vingt ans.
En étudiant l'histoire évolutive du seigle, il met au point la théorie du « mimétisme des plantes cultivées », plus tard renommée mimétisme Vavilovien, en son honneur.
Il établit également la « loi des séries homologues dans la variation », selon laquelle on retrouve, dans différentes espèces, des variations similaires, alors que ces espèces ne sont pas interfécondes et ne peuvent pas s'hybrider. Vavilov a ainsi montré des variations encore jamais observées sur des espèces sauvages, et qui furent, par la suite, mises en évidence dans certaines parties reculées du globe. Par exemple une variation de coloration (pourpre) observée sur le seigle, fut par la suite observée sur un blé d'Éthiopie.
Vavilov a présenté cette loi comme le pendant biologique du Tableau périodique des éléments de Mendeleïev.
Il fut membre du Soviet suprême, président de la Société géographique d'URSS (1931-1940) et a été récompensé par le prix Lénine en 1926.
Adversaire de Lyssenko lors du débat sur la génétique, il est arrêté le 6 août 1940 et condamné à mort le 9 juillet 1941 par le Collège militaire de la Cour suprême de l'URSS pour « participation à une organisation anti-soviétique, sabotage et espionnage ». Le 23 juin 1942, ce verdict est commué à 20 ans de prison par une décision du Présidium du Soviet suprême. L’Académie des sciences refusa toutefois de retirer le titre d’académicien à N. Vavilov. Il décède le 26 janvier 1943 à la prison de Saratov de dystrophie, conséquence de la sous-alimentation.

## Chronologie
- 1887 - Né le 13 novembre à Moscou. (25 novembre 1887 dans le calendrier grégorien)
- 1911 - Diplômé de l'Institut agronomique de Moscou.
- 1917-1921 - Professeur d'agronomie au département de l'université de Saratov.
- 1919 - Théorie sur l'immunité des végétaux.
- 1920 - Formulation de la loi des séries homologiques dans les mutations génétiques.
- 1921-1940 - Président de la section de sélection et de botanique appliquées de Petrograd, qui est, en 1924, réorganisée en Institut pansoviétique de botanique appliquée et des nouvelles cultures puis, en 1930, en Institut pansoviétique des productions végétales, dirigé par Vavilov jusqu'en août 1940.
- 1926 - Prix Lénine.
- 1930-1940 - Direction des laboratoires génétiques de Moscou, plus tard réorganisés en Institut de génétique de l'Académie des sciences d'URSS.
- 1931-1940 - Président de la Société géographique d'URSS.
- 1940 - Arrestation avec son collègue Georgii Karpechenko.
- 1943 - Meurt de dystrophie, dans la prison de Saratov.

L'Académie des sciences d'URSS fonde le prix Vavilov en 1965 et la médaille Vavilov en 1968.

## Œuvres
- Études sur l'origine des plantes cultivées (1926)
- Земледельческий Афганистан (1929) (L'Afghanistan agricole)
- Селекция как наука (1934) (La Sélection comme science)
- Закон гомологических рядов в наследственной изменчивости (1935) (La Loi des séries homologiques dans la mutabilité génétique)
- Учение о происхождении культурных растений после Дарвина (1940) (La Théorie de l'origine des plantes cultivées d'après Darwin)
- Une bibliographie complète est disponible sur le Wikipedia russe.

### Travaux traduits en anglais
- The origin, variation, immunity and breeding of cultivated plants. Translated from Russian (several dates since 1926) by K. Starr Chester. Waltham, Chronica Botanica, 13. 364 p.
- Origin and Geography of Cultivated Plants (traduit par Doris Love), Cambridge, Cambridge University Press, 1992  (ISBN 0-521-40427-4)
- Five Continents (traduit par Doris Love), Rome, IPGRI, 1997, et Saint-Pétersbourg, VIR  (ISBN 92-9043-302-7)

### Travaux traduits en français
- Haudricourt, André-Georges. Les bases botaniques et géographiques de la sélection. D'après N. Vavilov. RBAAT, 1936, 16/174 à 176, p. 124-129, 214-223 et 285-293. (trad. du russe et résumé du premier chapitre de Bases théoriques de la sélection des plantes publié sous la dir. de N. I. Vavilov en mai 1935).
- La théorie des centres d'origine des plantes cultivées. Avec une introduction de Michel Chauvet. Paris, Editions Petit Génie, 2015. traduction de trois articles, et synthèse sur l'histoire de Vavilov et du lyssenkisme. 192 p.  (ISBN 979-10-93104-08-9)